# Mesamia obtusa
Mesamia obtusa är en insektsart som beskrevs av Beamer 1924. Mesamia obtusa ingår i släktet Mesamia och familjen dvärgstritar. Inga underarter finns listade i Catalogue of Life.